# Bruinpootheidebodemwants
De bruinpootheidebodemwants (Ischnocoris angustulus) is een wants uit de onderfamilie Rhyparochrominae en de familie van de bodemwantsen (Lygaeidae).
De onderfamilie Rhyparochrominae wordt ook weleens als een zelfstandige familie Rhyparochromidae gezien in een superfamilie Lygaeoidea. Lygaeidae is conform de indeling van bijvoorbeeld het Nederlands Soortenregister.

## Uiterlijk
De bruinpootheidebodemwants is 2,4 tot 3 mm lang. Het is een overwegend zwarte wants. De poten en de antennes zijn gedeeltelijke lichtbruin en gedeeltelijk donkerbruin. Van het zwarte halsschild (pronotum) is het onderste deel bruin met donkere stippels.  De voorvleugels zijn licht grijsbruin met donkerbruine stippellijnen. Ze zijn gewoonlijk kortvleugelig (brachypteer), langvleugelige (macropteer) wantsen zijn zeldzaam. Hij lijkt veel op de zwartpootheidebodemwants (Macrodema microptera). Die heeft echter geheel zwarte poten en antennes en heeft iets kleinere ogen.

## Verspreiding en habitat
De soort komt voor in Europa van het zuidelijk deel van Scandinavië tot het westelijke deel van Noord-Afrika. De wantsen leven vooral op zandgronden in heidevelden.

## Leefwijze
De wantsen zuigen aan zaden van heide en waarschijnlijk van andere planten, maar dat is niet vastgesteld. Men vindt ze in het mos en in de strooisellaag behalve onder heide ook onder Juniperus en Cytisus. De imago’s overwinteren en paren in mei, waarna er in juli, augustus een nieuwe generatie volwassen wantsen verschijnt.